# Dušan Cinkota (herec)
Dušan Cinkota (* 13. října 1970, Banská Bystrica) je slovenský herec.
Po absolvování herectví na Vysoké škole múzických umění v Bratislavě (1988–92) účinkoval v Radošinském naivném divadle (1991–94). Od roku 1994 byl členem Činohry SND. Režiséři ho obsazovali stejně do komediálních i dramatických postav. V roce 1995 získal Cenu Litfondu za nejlepší mužský herecký výkon roku ve hře Alergia. Díky jeho pohybovým a pěveckým dispozicím mu svěřili jako hostu několik titulních postav v muzikálech na Nové scéně v Bratislavě – Pokrvní bratia, Cigáni idú do neba, Cyrano z predmestia a Hamlet. V roce 2000 dostal další Cenu Litfondu za nejlepší dabing Toma Hankse. V letech 2003–05 byl členem Divadla Jozefa Gregora Tajovského ve Zvolenu. V roce 2006 uváděl v televizi JOJ reality show Vyvolení 2.

## Přechovávání drog
V roce 2001 byl odsouzen za přechovávání drog na dva roky nepodmíněně, odseděl si třináct měsíců.
Koncem května 2007 byl znovu zatčen pro drogovou trestnou činnost. Jelikož již byl pro stejný čin trestán, hrozilo mu deset až patnáct let ve vazbě. V listopadu 2007 byl z důvodu nečinnosti vyšetřovatele propuštěn a stíhán na svobodě.
V březnu 2012 ho odsoudil prvoinstanční Okresní soud Bratislava IV na osm let odnětí svobody nepodmíněně, Cinkota se však proti rozsudku odvolal. 5. prosince 2012 Krajský soud v Bratislavě zamítl odvolání a potvrdil rozsudek soudu 1. stupně za správný a zákonný.
11. července 2018 byl podmíněně propuštěn. Odpykal si tři čtvrtiny trestu. Soud zároveň určil zkušební lhůtu 30 měsíců, ve které bude sledovat, zda vede řádný život.

## Filmografie
- 1994 – ...kone na betóne, jako sanitář
- 2001 – Hana a jej bratia, jako Ondrej
- 2001 – Vadí nevadí
- 2010 – Aféry (TV seriál)
- 2010 – Odsúdené, jako Hurvínek (TV seriál)
- 2011 – Ordinácia v ružovej záhrade (TV seriál)
- 2011 – Zita na krku, jako Marko Suchoň (TV seriál)
- 2021 – Slované (TV seriál)